# 沖縄代理署名訴訟
沖縄代理署名訴訟（おきなわだいりしょめいそしょう）とは、1995年に発生した沖縄米軍基地を巡る職務執行命令訴訟。

## 概要
駐留軍用地特別措置法により国は在日米軍の軍用地の使用に関して、土地所有者がこれに応じない場合は、第一に市町村長（市町村長がこれを拒否した場合は都道府県知事）が代わって土地・物件調書に署名押印を行い、第二に市町村長（市町村長がこれを拒否した場合は都道府県知事）が代わって公告縦覧を行い、第三に都道府県収用委員会の公開審理を経て採決することで、国は使用権原を取得することができることとされ、この市町村長又は都道府県知事の行う一連の事務が機関委任事務とされていた。
1996年4月から1997年5月にかけて使用期限等が満了し、新たに使用権原を取得する必要がある那覇市、沖縄市、読谷村等の12施設35件の駐留軍用地について、1995年に国は同法に基づく使用裁決の手続きに着手し、9月29日にその代理署名を大田昌秀沖縄県知事に勧告したところ、9月4日に発生していた沖縄米兵少女暴行事件で沖縄県民の反米軍感情が大きかった中で11月27日に大田知事はこれに応じず、11月29日の国による職務執行命令についても12月4日に拒否した。そのため、12月7日に国(当時の内閣総理大臣は村山富市)は沖縄県知事を被告とする職務執行命令訴訟を提起した。国による職務執行命令訴訟は砂川職務執行命令訴訟以来2例目。
1996年3月25日に福岡高等裁判所那覇支部は「（代理署名の）法令違反によって、国の条約上の履行義務の可能性が奪われ、著しく公益を害することは明らか」として大田知事に代理署名を命じる判決を言い渡した。沖縄県は判決を不服として上告した。最高裁判所は5月30日に第三小法廷から大法廷への回付を決定し、7月10日には大法廷で口頭弁論が開かれた。8月28日、最高裁判所は「知事が署名を拒否し続ければ、安全保障条約など国の義務が果たせなくなる。署名拒否で基地問題を解決するのは強制使用制度の趣旨から外れ、知事の行為は公益性を著しく害する」として上告を棄却する判決を言い渡して県の敗訴が確定した。
なお、署名拒否により、裁判中の1996年4月から読谷村にあった在日米軍施設である楚辺通信所は不法占拠状態となった。

## その後
沖縄県敗訴確定によって駐留軍用地特別措置法による強制使用手続の一環である立会・署名手続は終了し、次の手続である土地・物件調書の「公告・縦覧」手続へ移行することになった。国は代理署名訴訟の最高裁判決の前の1996年7月12日に読谷村の楚辺通信所に対する職務執行命令の訴訟を提起し、次いで8月16日に約3000名の契約拒否地主らの土地を対象に同じく訴訟を提起した。これらの訴訟については代理署名訴訟の県敗訴確定後の9月13日に大田知事が縦覧代行手続きを応諾したため、9月17日に国は職務執行命令訴訟を取り下げた。その後、1996年9月19日から10月2日までの縦覧代行が行われた。そして沖縄県収用委員会において1997年2月から公開審理が行われた。
1997年4月に「防衛施設局長は、駐留軍用地について使用期限切れ後から収用委員会の裁決による権原取得日の前日まで、それを暫定的に使用できること」「暫定使用に際しては、担保を提供して損失補償を行うこと」「暫定使用については、改正法の施行日以前に裁決申請が行われた駐留軍用地についても適用されること」を要点とした駐留軍用地特措法改正案が国会で可決・成立した。これにより楚辺通信所の不法占拠状態や米軍基地使用期限切れ問題は解消された。
また、2000年4月の機関委任事務制度の廃止に伴い、強制使用に係る一連の事務は国の直接執行事務とされた（一部事務は都道府県の法定受託事務として存置）。

## 1991年の問題
1991年にも国と大田知事は同様の問題を抱えていた。
大田知事が1991年の就任直後に未契約軍用地の強制使用に伴う公告縦覧の代行問題が発生していたが、沖縄県が要求していた返還軍用地跡利用への国の補償を盛り込むことについて国が積極的に取り組むことや、軍用地返還について県と話し合う場を設ける事などを条件に、3ヶ月余に及ぶ国との折衝の結果、大田知事は代行に応じることで決着した。

## 関連書籍
- 沖縄問題編集委員会「沖縄米軍用地強制使用NO! 代理署名拒否」（リム出版新書）
- 沖縄問題編集委員会「代理署名訴訟 最高裁上告棄却」（リム出版新書）